# Some Hearts (canción)
"Some Hearts" es una canción escrita por Diane Warren. Fue originalmente grabada en 1987 por Belinda Carlisle para su álbum Heaven on Earth, pero la canción no terminó siendo incluida en el disco. Hasta la fecha la versión de Carlisle sigue sin ser lanzada oficialmente, aunque el demo de la canción es descargable desde internet. La primera versión de la canción que fue lanzada fue la de Marshall Crenshaw en 1989 con su álbum Good Evening. Numerosos artistas han interpretado esta canción incluyendo a Kelly Levesque, en su álbum del 2001 America's Sweethearts.
En 2005, fue grabada por Carrie Underwood como la canción que le da el título a su álbum debut, Some Hearts, y fue lanzado como el segundo sencillo del álbum. Fue lanzada únicamente en las radios pop y en las radios adultas contemporáneas en los Estados Unidos en noviembre de 2005, fue lanzada casi al mismo tiempo que su anterior sencillo Jesus, Take The Wheel.

## Charts
| Lista (2005-06)                     | Posición más alta |
| ----------------------------------- | ----------------- |
| Estados Unidos (Adult Contemporary) | 12                |
| Estados Unidos (Adult Top 40)       | 22                |

Vendió más de 207,000 copias en los Estados Unidos.